# Lombreuil
Lombreuil – miejscowość i gmina we Francji, w Regionie Centralnym, w departamencie Loiret.
Według danych na rok 1990 gminę zamieszkiwało 199 osób, a gęstość zaludnienia wynosiła 26 osób/km² (wśród 1842 gmin Centre, Lombreuil plasuje się na 940. miejscu pod względem liczby ludności, natomiast pod względem powierzchni na miejscu 1255.).